# Naposletku
Naposletku je deveti studijski album novosadskog kantautora Đorđa Balaševića. Objavljen je svibnja 1996. godine u izdanju UFA Media. Ističu se pjesme "Naposletku" i "Dođoška".

## Popis pjesama
1. Naposletku (5:50)
2. Dođoška (4:20)
3. Namčor (5:36)
4. Regruteska (7:24)
5. Poslednja nevesta (5:15)
6. Miholjsko leto (4:55)
7. Sin jedinac (4:49)
8. Drvena pesma (6:07)
9. Uspavanka za dečaka (4:18)